# Melamin kyanurát

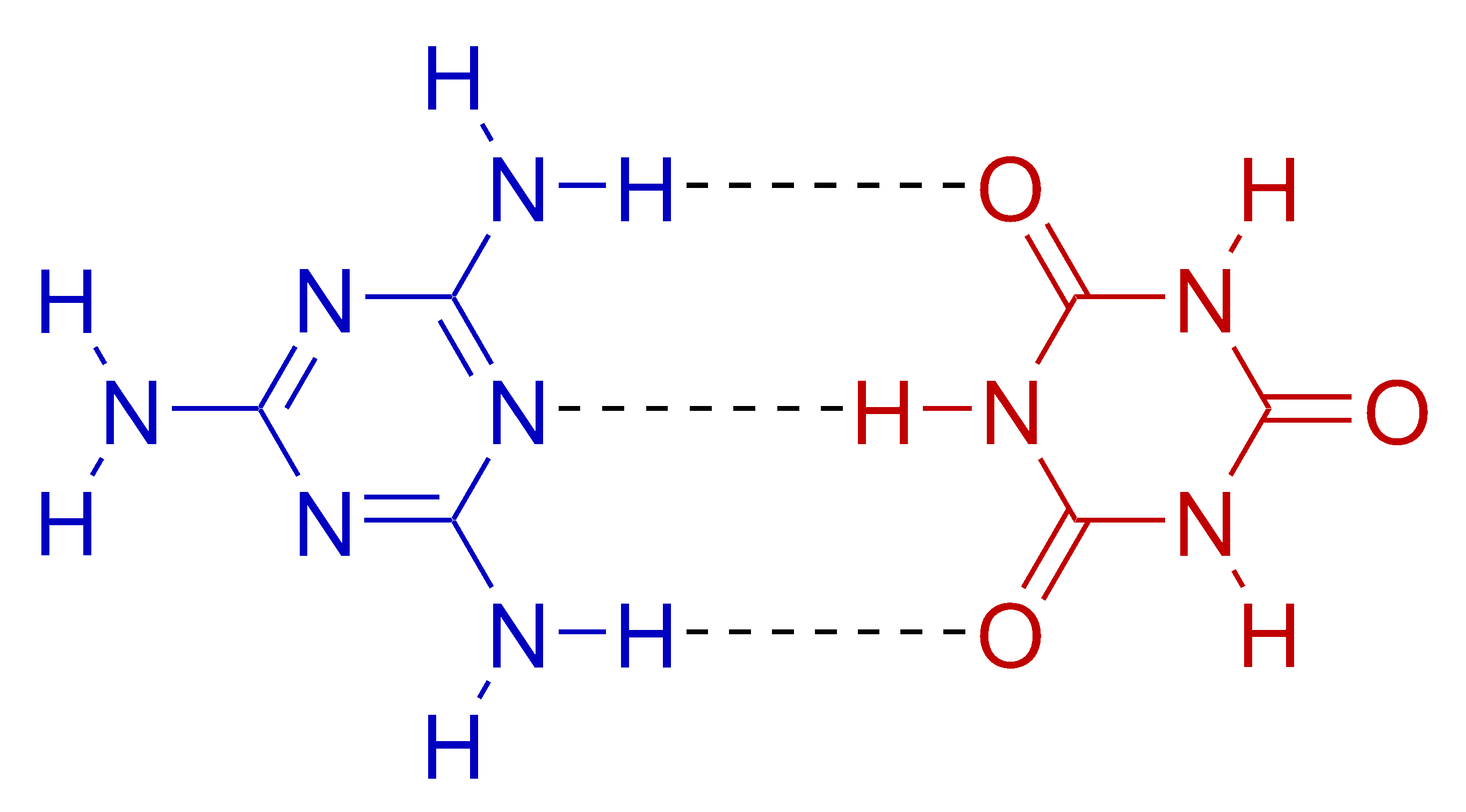
molekulová struktura

Melamin kyanurát, též známý jako adiční sloučenina melamin—kyselina kyanurová nebo komplex melamin—kyselina kyanurová, též také 1,3,5-triazin-2,4,6(1H,3H,5H)-trion, je krystalový komplex tvořený směsí melaminu a kyseliny kyanurové v poměru 1:1. Tato látka není solí, byť se označuje nesystematickým názvem melamin kyanurát. Komplex je držen pohromadě extenzivní dvourozměrnou sítí vodíkových vazeb mezi oběma sloučeninami, podobně jako tomu je u párování bází DNA. Melamin kyanurát vytváří z vodných roztoků paprskovité krystaly  a byl prokázán jako původce toxicity v případech kontaminace čínských potravin a amerického krmiva.